# Липова
Липова (рум. произношение: [ˈlipova]; нем. и унг.: Липа; сръбски: Липова, Липова; турски: Lipva) е град с 9648 жители (2011 г.) в западна Трансилвания, днес Румъния, в жудец Арад в историческата област Банат, в сегашната румънска част на която днес живеят над 12 000 банатски българи. 
Градът се намира в хълмистия район на западното плато на планината Заранд (Zaránd) и на река Муреш при излизането и в равнината на Арад. Хълмовете също се наричат Липова. Градчето отстои на 34 км от окръжната столицата Арад. Общината включва и два квартала – Радна (Radna) и Шомош (Şoimoş), а общата ѝ повърхност е 134,6 кв. км.

## Етимология на името на града
Името на селището, както и на близките хълмове произлиза от българското име на дървото липа и наставката за прилагателно „ова“.
Първото документално свидетелство за град Липова датира от 1314 г. и селището е записано на унгарски като Lipva. През 1324 г. селището се споменава под името castellanus de Lypua, което отразява укрепения характер на селището по това време.

## История
Градът и неговият замък са известни в българската история. След смъртта на цар Констатин Страцимир в 1422 г. той става така да се каже последната българска столица, като резиденция на последния български престолонаследник Фружин. сина на цар Иван Шишман. Като именно в тази крепост той поддържа стария средновековен български и антиосмански за времето си – дух.
След превземането на Никопол от турците в 1395 г. Фружин се оттегля в Унгария, където става един от най-видните пълководци на крал Сигизмунд. До 1422 г. води въоръжена борба с турските нешественици заедно с братовчед си цар Константин. В 1425 г. Фружин участва в похода на влашкия войвода Дан II и трансилванския владетел Пипо Спано срещу османците. След похода в 1426 г. е награден от император Сигизмунд Люксембургски с имението Липа, а малко по-късно и с имението Максонд в границите на управляваната от него империя. В Кръстоносния поход на Владислав III Варненчик от 1443 – 1444 г. Фружин също взима участие, като продава дареното му имение Файдаш, за да финансира експедицията си. След неуспеха на кръстоносната армия при Варна обаче, при което загива и самият унгарски крал, войводата Ян Хуняди подема кампания против българския княз, чрез която очевидно цели да свали от себе си обвиненията за страховития погром. В крайна сметка Фружин постепенно губи позициите си в унгарския двор, докато накрая през 1454 г. са му отнети именията в полза на регента Ян Хунияди.

## Местоположение и значение
Липа е стратегически разположен на кръстовището на пътищата, водещи към Трансилвания, Банат и Влашкото войводство на царство България. Градът има история пълна с битки и превратности. Той стои при изхода на река Муреш от дефилето, и е важна позиция за контрол.
Тук съществува стара крепост „още от българско време“ според популярния тогава в Унгария израз, тежко пострадала от монголо-татарите на хан Бату при нашествието в 1241 – 1242 г. на Златната орда. Документи показват, че в 1245 г. крал Бела IV заповядва град Липа (cetatea Lipovei) да се възстанови от пораженията от татарското нашествие, а линиите на градското селище започват да се очертават около замъка Липа. В 1285 г. е отбита и обсадата на татарския хан Ногай и градът е посочен под това име. В писмено сведение за града от 1314 г. селището отново е посочено под името Липа (Lipva). През 1324 г. селището се споменава като крепост Липа (castellanus de Lypua), което отразява, че то по това време вече е град-крепост. Маджарският крал Карл Роберт Анжуйски също оценява стратегическото значение на селището и между 1315 и 1317 години често пребивава тук, a в 1325 г. построява манастир и църква тук. При него Липова се превръща в най-важния икономически и търговски център на комитата Арад, има монетарница и търговска камера за солта. През 1389 г. Липова получава пълни права на град под сегашното си име. Към 1410 – 1420 години в Липа е създадена болница. В 1514 г. селяните от Липова се присъединяват към селското въстание на Георги Дожа (унг. György Dózsa, влаш. Георгї ДѡжѬ). След разгрома му господар на крепостта е Янош Заполски, маджаризиран българин от т.нар. секеи.

## Османска Липова
В 1529 г. Липова е със статут на свободен кралски град. Поради непрекъснатите борби, градът пет пъти пада под османска власт. В 1551 г. турците обсаждат крепостта и тя пада, но османците се задържат съвсем за кратко и скоро са принудени да отстъпят пред войските на трансилванския владетел. В 1552 г. след падането на Темешрар, турците си връщат Липа и го държат до 1595 г., нещата се повтарят в годините 1613 – 1686, в 1690 – 1691 и в 1695 – 1716, когато най-накрая с края на Османска Унгария турците най-сетне са прогонени и градът е свободен от тях окончателно.

## Хабсбургска Липова
От 1718 г. Липа е областен център, част от Хабсбургската империя. В 1779 г. Банат става част от Кралство Унгария. В 18-19 век Липова е добре развит икономически център с известни майстори занаятчии, работещи тук. В периода на революцията през 1848 – 1849 години и в началото на 20 век Липова се превръща във важен център на политическа и национална активност. По време на пролетта на народите през 1848 г. Банат е завладяван от сръбски войски. След нея той става австрийска провинция, която през 1860 г. става интегрална част от Кралство Унгария. През октомври 1918 г. в Темешрар е обявена Банатската република и правителството на Унгария признава нейната независимост. Републиката обаче просъществува за кратко – сръбски войски навлизат в региона и го овладяват. Съгласно мирния договор от Трианон в 1920 г. голямата част от Банат е дадена на Румъния.

## Личности
Имена на известни исторически личности са свързани със замъка Липа – страшилището за турците Ян Хуняди и Георги Дожа, които са секеи, крал Матяш Корвин Хунияди, Янош Заполски и пр. Най-ранният открит запис, в който се споменава квартала на община Липова – Шомош, е от 1278 г. под името „Solymos“, а Радна, където днес е жп гарата – от 1440 г.